# Caphyra
Caphyra is een geslacht van kreeftachtigen uit de klasse van de Malacostraca (hogere kreeftachtigen).

## Soorten
- Caphyra acheronae Takeda & Webber, 2006
- Caphyra alata Richters, 1880
- Caphyra alcyoniophila Monod, 1928
- Caphyra bedoti (Zehntner, 1894)
- Caphyra curtipes Stephenson & Rees, 1968
- Caphyra fulva Stephenson & Campbell, 1960
- Caphyra hemisphaerica Rathbun, 1911
- Caphyra holocarinata Stephenson & Rees, 1968
- Caphyra loevis (A. Milne-Edwards, 1869)
- Caphyra minabensis Sakai, 1983
- Caphyra polita (Heller, 1861)
- Caphyra rotundifrons (A. Milne-Edwards, 1869)
- Caphyra rouxii Guérin, 1832
- Caphyra tricostata Richters, 1880
- Caphyra tridens Richters, 1880
- Caphyra unidentata Lenz, 1910
- Caphyra yookadai Sakai, 1933